# Dave Stewart (guitariste)
 (octobre 2014).
Si vous disposez d'ouvrages ou d'articles de référence ou si vous connaissez des sites web de qualité traitant du thème abordé ici, merci de compléter l'article en donnant les références utiles à sa vérifiabilité et en les liant à la section « Notes et références ».
Pour les articles homonymes, voir Dave Stewart et Stewart.
David Stewart, dit Dave Stewart est un auteur-compositeur-interprète anglais, né le 9 septembre 1952 à Sunderland dans le comté de Durham. Il est principalement connu pour son groupe Eurythmics avec Annie Lennox, ainsi que pour sa carrière artistique personnelle : Lily Was Here avec la saxophoniste Candy Dulfer, Dave Stewart and the Spiritual Cowboys, Dave Stewart, Vegas, etc.

## Biographie

### Début de carrière
Contrairement à Annie Lennox, Dave Stewart ne s'est pas immédiatement tourné vers la musique. Il est tout d'abord un grand amateur de sport (natation, football). Il songe très tôt à faire une carrière sportive. Malheureusement pour lui, un sérieux accident à l'âge de 13 ans lors d'un match met fin à ses espérances. Ce n'est que pendant sa convalescence, où on lui offre une guitare, que tout commence. Il passe plusieurs mois à apprendre à jouer pour tuer le temps alors qu'il est en rééducation. C'est à l'occasion d'un concert des Amazing Blondel qu'il franchit le pas et rejoint le groupe en tant que guitariste.
Au milieu des années 1970, il fonde son propre groupe, The Longdancer, et part en tournée (avec Peet Coombes) à travers toute l'Europe. Un grave accident de voiture en Allemagne le contraint à interrompre sa carrière. Il est gravement blessé au poumon et reste hospitalisé pendant de longues semaines. De plus, quelques abus de LSD laissent à penser qu'il arrêtera sa carrière plus vite que prévu. Mais il arrête la drogue et se remet assez bien de son accident.

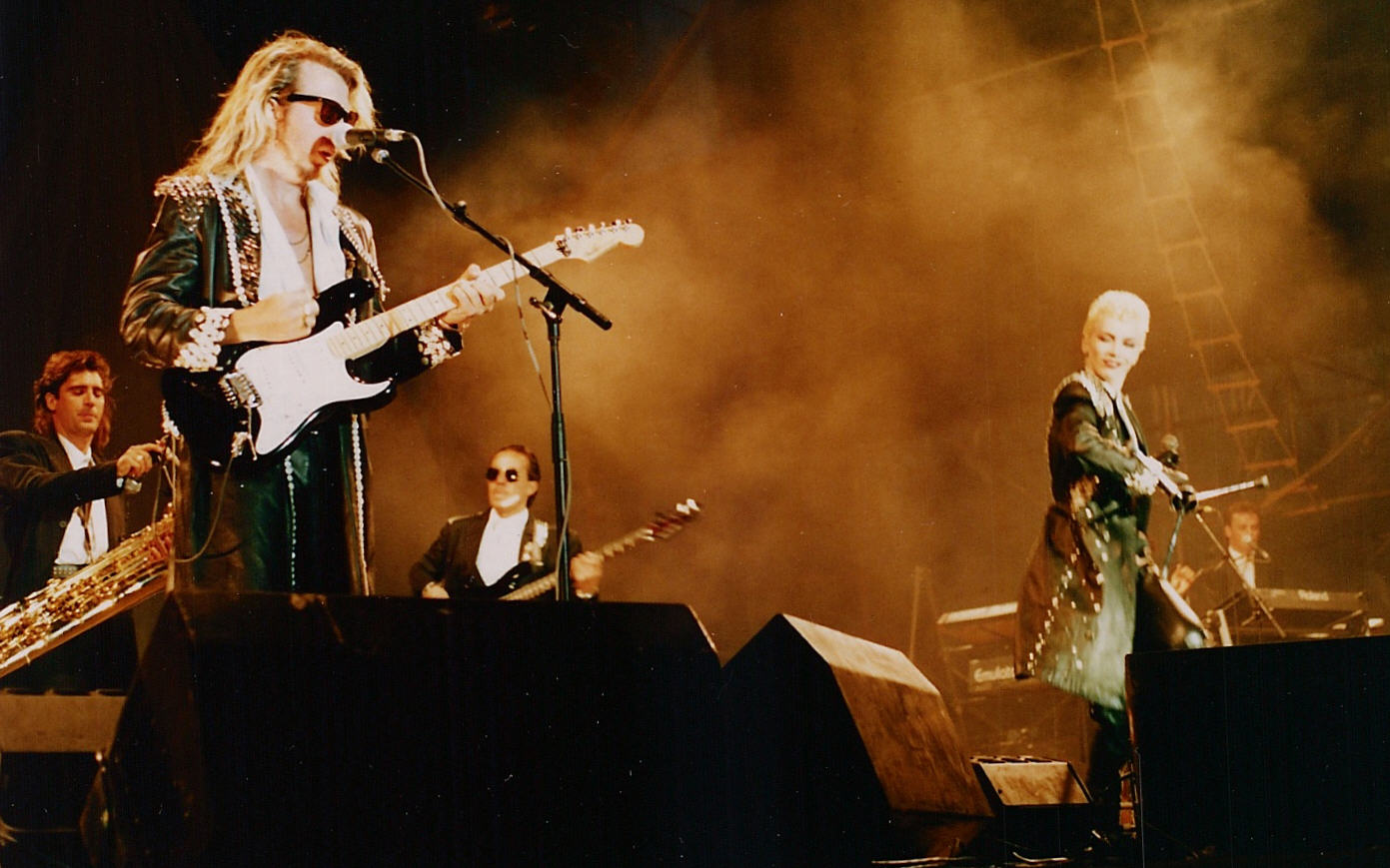
En 1987 avec Eurythmics et Annie Lennox, au festival de musique Rock am Ring en Allemagne.

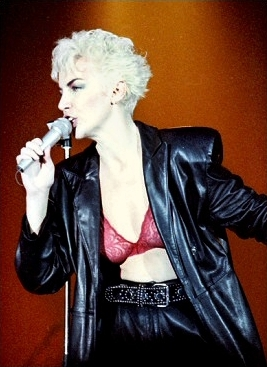
Annie Lennox du groupe Eurythmics en 1986.

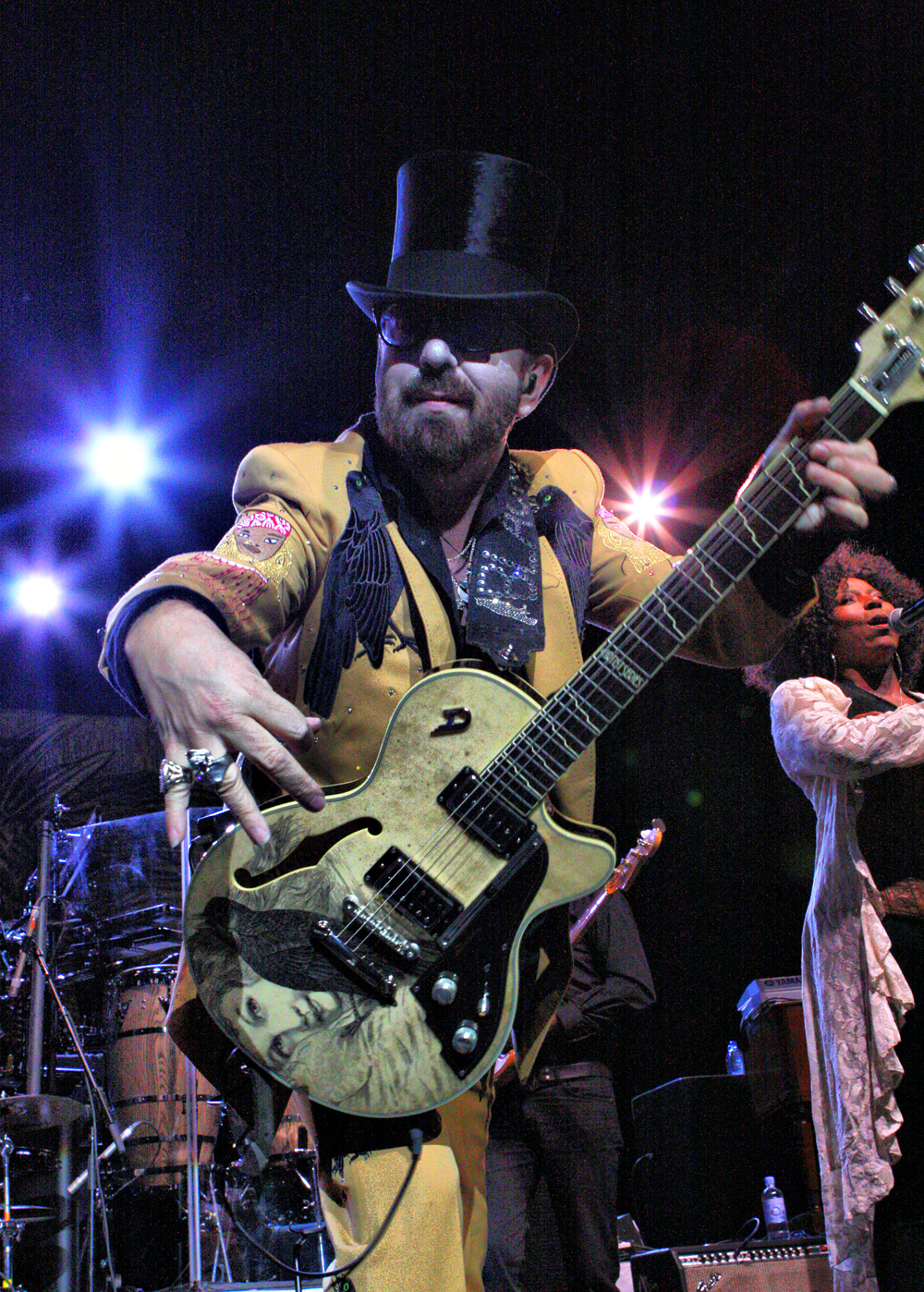
Dave Stewart en 2011 à Sydney en Australie.

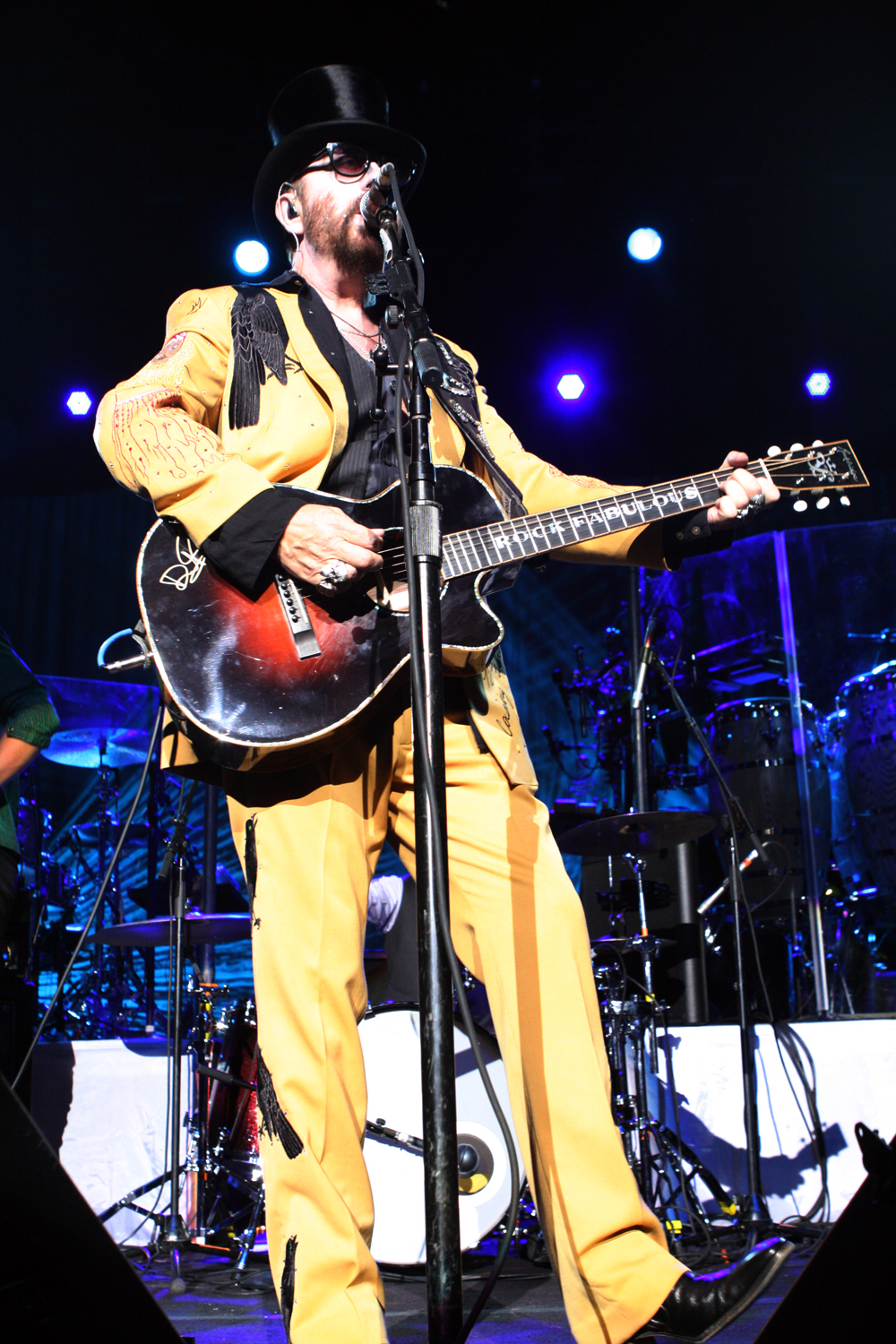
Toujours à Sydney en 2011.

### Eurythmics
Au sortir de cette nouvelle convalescence, il s'occupe d'un magasin de disques appelé Small Mercies, à Londres (Kilburn). Avec Peet Coombes, lui aussi natif de Sunderland, ils songent à de nouveaux projets. C'est au cours d'une de ces discussions, en octobre 1976 (avec Peet Coombes ou Paul Jacobs ?) qu'ils rencontrent Annie Lennox, alors serveuse dans un restaurant (Pippins à Hampstead) au nord de Londres. S'ensuit immédiatement une demande en mariage de la part de Dave. Tombant amoureux l'un de l'autre, ils vivent 4 années ensemble. Peet, Dave & Annie fondent The Catch en 1977 puis The Tourists associés à Eddie Chin et Jim Toomey. Un contrat est signé avec la maison de disques Logo qu'ils quitteront pour RCA Records en 1980. La fin des Tourists en 1980, lors d'une tournée mondiale, verra aussi la fin de l'histoire d'amour entre Dave et Annie.
Elle n'empêcha cependant pas la création de Eurythmics immédiatement après. Ce nouveau départ n'est pas facile, tant s'en faut. Fin 1981, alors que l'hiver est glacial, Dave est ré-hospitalisé pour des problèmes pulmonaires à la suite de son accident de voiture. De plus, leur premier album signé Eurythmics, In the Garden, est un échec commercial. Annie sombre en pleine dépression et rejoint ses parents à Aberdeen. Mais ils ne s'avouent toutefois pas vaincus. Ils enregistrent dans leur propre studio, un entrepôt londonien, un second album. Les moyens employés sont presque rudimentaires. Un clavier numérique, un magnéto à 8 pistes et les bruits de l'usine toute proche servent à créer l'album Sweet Dreams. La voix d'Annie est enregistrée la nuit alors que l'usine est fermée et qu'il n'y a plus le bruit des machines. L'album est entièrement réalisé à deux sans aucune aide extérieure. Débute, avec sa sortie, le réel succès du groupe. Jusqu'en 1985, Dave se consacre entièrement à Eurythmics puis assiste d'autres artistes pour plusieurs enregistrements (Tom Petty & The Heartbreakers en 1985, Daryl Hall en 1986, sans compter Bob Dylan qu'il fait enregistrer dans son propre studio, ou encore Mick Jagger).
Annie Lennox se marie en 1984 avec Radha Raman, disciple d'Hare Krishna. La même année, Dave Stewart fonde Anxious Records. C'est sous ce label qu'il compose la bande originale du film De Kassière un film dramatique néerlandais, réalisé par Ben Verbong, sorti en salles aux Pays-Bas le 10 juin 1989. Il a ensuite été distribué dans le reste du monde avec le titre international Lily Was Here avec la saxophoniste Candy Dulfer et d'anciens musiciens de Eurythmics : Pat Seymour, Olle Romo et Chucho Merchan. 
Un ultime album signé Eurythmics, We Two Are One, sort en 1989 et, en 1991, le groupe se sépare officiellement.

### Carrière sans Annie Lennox
Tandis qu'Annie Lennox se lance dans une carrière solo, Stewart fonde un nouveau groupe, Dave Stewart and the Spiritual Cowboys. Un album du même nom est publié en 1990, comprenant In this Little Town. En 1992, il crée le projet Vegas et sort un album du même nom avec Terry Hall au chant - on y retrouve Olle Romo et Manu Guiot. En 1994, sous le seul nom de Dave Stewart, sort Greetings from the Gutter, album sur lequel interviennent plusieurs artistes invités comme Mick Jagger, Lou Reed et Siobhan Fahey. En parallèle il poursuit son travail de producteur et de réalisateur.
En novembre 1997, Stewart sort un CD 2 titres intitulé Getting Naked avec l'actrice et chanteuse Rhona Mitra, qui est alors l'incarnation de Lara Croft, pour la série de jeux vidéo Tomb Raider. Il sort ensuite Come Alive, album intégrant le contenu de Getting Naked et prépare un autre album. En 1999, sort l'album Female icon, qui reprend plusieurs morceaux inédits. Stewart apparait également aux Brit Awards 2005 où il accompagne Shola Ama à la guitare et présente ses « artefacts futuristes » (selon ses mots) qui seront mis en scène dans les différents clips vidéo illustrant son nouvel album. En 2008, il collabore avec Ringo Starr en étant coproducteur (et coauteur de plusieurs chansons) de l'album Liverpool 8.
En 1999, après plusieurs années faites de rumeurs véhiculées par la presse spécialisée, Eurythmics se reforme. Sort alors l'album Peace, accompagné d'une tournée mondiale.
Dave Stewart fonde en 2011 le supergroupe SuperHeavy avec Joss Stone, Mick Jagger, Damian Marley et A. R. Rahman. Leur premier single s'appelle Miracle Worker. Dave Stewart produit ensuite un album de la chanteuse Stevie Nicks (membre du groupe Fleetwood Mac) et apparaît dans le clip In your dreams. Il réalise durant sa longue carrière des duos avec la chanteuse américaine de country Martina McBride all messed up, la chanteuse chypriote Anna Vissi Leep of faith et en 2012 un duo avec la guitariste Orianthi Girl in a catsuit.
Il s'occupe de la carrière de sa fille Kaya Stewart (en), qui sort un single intitulé In Love With a Boy en 2015.

### Vie privée
À la suite d'un premier mariage entre 1973 et 1977, il vit durant quatre ans avec Annie Lennox de 1976 à 1980, puis épouse Siobhan Fahey, du groupe Bananarama en 1987, avec qui il eut deux garçons Sam et Django, avant de divorcer en 1996. Il se remarie en 2004 avec la photographe néerlandaise Anoushka Fisz avec qui il a deux filles Kaya et Indya.

## Discographie

### The Tourists
- The Tourists 1979
- Reality Effect 1979
- Luminous Basement 1980
- Should Have Been Greatest Hits 1984
- Greatest Hits 1998

### Eurythmics
- In the Garden 1981
- Sweet Dreams (Are Made of This) 1983
- Touch 1983
- 1984 (For the Love of Big Brother) 1984
- Be Yourself Tonight 1985
- Revenge 1986
- Savage 1987
- We Too Are One 1989
- Peace 1999

### Platinum Weird
- Make Believe 2006

### SuperHeavy
- SuperHeavy 2011

### Carrière solo
- Dave Stewart and the Spiritual Cowboys, 1990
- Honest, 1991
- Vegas, 1992
- Greetings from the Gutter, 1994
- Come Alive, 1998
- Slyfi, 1998
- Female icon, 1999
- The Blackbird Diaries, 2011
- The Ringmaster General, 2012
- Lucky Numbers, 2013
- Ebony McQueen, 2022

### Participations
- Feargal Sharkey de Feargal Sharkey 1985
- Who's Zoomin' Who? de Aretha Franklin 1985
- Knocked Out Loaded de Bob Dylan 1986
- Three Hearts in the Happy Ending Machine de Daryl Hall 1986
- Primitive Cool de Mick Jagger 1987
- Lily Was Here avec Candy Dulfer 1989
- Revolution Ballroom de Nina Hagen 1993
- Destination Anywhere de Jon bon Jovi 1997
- Cookie's Fortune avec Candy Dulfer 1999
- Faith and Courage de Sinéad O'Connor (2000)
- Scream If You Wanna Go Faster de Geri Halliwell 2001
- Frantic de Bryan Ferry 2002
- Anastacia de Anastacia 2004
- Slow Motion Addict de Carina Round 2007
- One of the Boys de Katy Perry 2008
- Liverpool 8 de Ringo Starr 2008
- Y Not de Ringo Starr 2010
- Olympia de Bryan Ferry 2010
- In Your Dreams de Stevie Nicks 2011
- Eleven de Martina McBride 2011
- LP1 de Joss Stone 2011
- Ringo 2012 de Ringo Starr 2012
- It's a Man's World de Anastacia 2012
- 24 Karat Gold: Songs from the Vault de Stevie Nicks 2014
- Postcards from Paradise de Ringo Starr 2015
- Give More Love de Ringo Starr 2017
- What's My Name de Ringo Starr 2019

### Musiques de films
- 1986 : Y a-t-il quelqu'un pour tuer ma femme ? (Ruthless People) des ZAZ (thème principal uniquement)
- 1989 : East side story (Rooftops) de Robert Wise
- 1989 : De Kassière de Ben Verbong
- 1993 : No Worries de David Elfick
- 1994 : Tel est pris qui croyait prendre (The Ref) de Ted Demme
- 1995 : Showgirls de Paul Verhoeven
- 1996 : Beautiful Girls de Ted Demme
- 1996 : Crimetime de George Sluizer
- 1999 : Cookie's Fortune de Robert Altman
- 2000 : Honest de lui-même
- 2000 : Le Pont du trieur (documentaire) de Charles de Meaux et Philippe Parreno
- 2002 : Chaos de Geraldine Creed
- 2004 : Le Tour du monde en quatre-vingts jours (Around the World in 80 Days) de Frank Coraci
- 2004 : Irrésistible Alfie (Alfie) de Charles Shyer

## Filmographie
- 1995 : Hackers de Iain Softley (acteur)
- 2000 : Honest (réalisateur, scénariste)
- 2013 : Five Thirteen de Kader Ayd (acteur)
- 2012-2013 : Malibu Country (série TV) (producteur, créateur)

Il a par ailleurs réalisé quelques clips comme ceux de Sweet Dreams (Are Made of This), Here Comes the Rain Again pour Eurythmics ou des vidéos pour Stevie Nicks.